# Severino Rigoni
Severino Rigoni, född 3 oktober 1914 i Gallio, död 14 december 1992 i Padua, var en italiensk tävlingscyklist.
Rigoni blev olympisk silvermedaljör i lagförföljelse vid sommarspelen 1936 i Berlin.